# Cambres
Cambres ist eine Gemeinde (Freguesia) im portugiesischen Kreis Lamego. In ihr leben 1592 Einwohner (Stand 19. April 2021).